# Georges Lacombe
Georges Lacombe (n. 19 august 1902, Paris – d. 14 aprilie 1990, Cannes) a fost un regizor francez.

## Date biografice
Georges Lacombe a început cariera în domeniul cinematografiei ca regizor asistent la René Clair. Prin anii 1930 el a denit un regizor de film multilateral, regizând ulterior și nenumărate filme TV.

## Filmografie
- 1928 : La Zone
- 1931 : Boule de gomme
- 1932 : La Femme invisible
- 1932 : Ce cochon de Morin
- 1933 : Un jour d'été
- 1934 : Jeunesse
- 1935 : Les Époux scandaleux
- 1935 : La Route heureuse
- 1936 : Le Cœur dispose
- 1938 : Café de Paris
- 1939 : Derrière la façade
- 1939 : Les Musiciens du ciel
- 1940 : Elles étaient douze femmes
- 1941 : Le Dernier des six
- 1941 : Montmartre-sur-Seine
- 1942 : Le journal tombe à cinq heures
- 1942 : Monsieur La Souris
- 1943 : L'Escalier sans fin
- 1944 : Florence est folle
- 1945 : Le Pays sans étoiles
- 1946 : Martin Roumagnac
- 1947 : Les Condamnés
- 1948 : Preludiul gloriei (Prélude à la gloire)
- 1951 : La nuit est mon royaume
- 1952 : Les Sept Péchés capitaux
- 1953 : Chemarea destinului (L'Appel du destin)
- 1953 : Leur dernière nuit
- 1955 : La Lumière d'en face
- 1957 : Cargaison blanche
- 1957 : Mon Coquin de père
- 1962 : L'inspecteur Leclerc enquête
- 1964 : Message pour Margaret,
- 1970 : Pierre de Ronsard gentilhomme vendomois